# Pararge egestas
Pararge egestas är en fjärilsart som beskrevs av Fruh 1908. Pararge egestas ingår i släktet Pararge och familjen praktfjärilar. Inga underarter finns listade i Catalogue of Life.